# Шульга Семен Никифорович
Шульга Семен Никифорович (14 вересня 1912 — 26 жовтня 1960) — Герой Радянського Союзу (1945).

## Життєпис
Народився 14 вересня 1912 року в с. Жигайлівка Охтирського повіту Харківської губернії (нині Тростянецький район Сумської області України) у селянській родині. Українець. У 1924 році закінчив початкову школу. Допомагав батькові вести господарство. У 1930 році переїхав у місто Орджонікідзе Донецької області, де працював на одному з заводів.
У Червоній Армії з 1941 року. Учасник Другої світової війни з червня 1941 року.
З жовтня 1941 року воював у складі 56-го окремого інженерно-саперного батальйону (62-а окрема інженерно-саперна бригада 6-ї армії) у складі якого пройшов до Перемоги. Бився на Сталінградському, Південно-Західному, 1-му та 3-му Українських фронтах. Був поранений. Член КПРС з 1943 року.
У складі своєї бригади брав участь у боях за визволення Польщі. Особливо відзначився при форсуванні річки Одер. 27 січня 1945 року при форсуванні річки Одер у населеного пункту Лейбусдорф (Любйонж, 45 км півн.-зах. міста Вроцлав, Польща) сержант С. Н. Шульга зі своїм відділенням протягом ночі обладнав льодову переправу, забезпечивши тим самим успішне форсування річки передовими підрозділами. Був представлений до присвоєння звання Герой Радянського Союзу.
В одному з таких боїв на лівому березі річки Одрі під вогнем противника зі своїм відділенням виконав кілька проходів в мінних полях і загородженнях. Був нагороджений орденом Червоної Зірки.
У липні 1945 року, після Перемоги, отримав останню бойову нагороду — орден Червоного Прапора. У нагородному листі відзначалися заслуги сержанта Шульги при форсуванні річок Вісла та Одер.
У листопаді 1945 року С. Н. Шульга демобілізований. Повернувся в рідне село. Працював у колгоспі. Загинув 26 жовтня 1960 року в результаті нещасного випадку.

## Нагороди та вшанування пам'яті
10 квітня 1945 року Семену Никифоровичу Шульзі присвоєно звання Героя Радянського Союзу.
Також нагороджений:
- орденом Леніна
- орденом Червоного Прапора
- орденом Червоної Зірки
- медалями

Ім'ям Героя названа вулиця в його рідному селі. Про його звитягу розповідається в експозиції Сумського обласного краєзнавчого музею. Ім'я С. Н. Шульги вибито на анотаційній дошці з іменами земляків — Героїв Радянського Союзу та повних кавалерів ордена Слави у місті Тростянці.